# Solita
Solita – miasto w Kolumbii, w departamencie Caquetá.